# Hu Chunhua
Hu Chunhua (chiń. 胡春华; ur. w kwietniu 1963) – chiński polityk. Od 2023 r. pełni funkcję wiceprzewodniczącego Ludowej Politycznej Konferencji Konsultacyjnej. W latach 2018–2023 pełnił funkcję wicepremiera Chin.
Hu urodził się w Yichang, w prowincji Hubei, a swoją przygodę z polityką rozpoczął jako działacz Komunistycznej Ligi Młodzieży w Tybetańskim Regionie Autonomicznym. Pełniąc różne funkcje w Tybecie, piął się po szczeblach kariery w Komunistycznej Lidze Młodzieży, by ostatecznie powrócić do Pekinu i w 2006 r. zostać jej pierwszym sekretarzem. W 2008 roku został mianowany gubernatorem Hebei. W 2009 roku został przeniesiony na stanowisko sekretarza komitetu Komunistycznej Partii Chin w Mongolii Wewnętrznej. Zajmował to stanowisko do 2012 roku.
W 2012 roku został sekretarzem Komunistycznej Partii Chin w Guangdong i członkiem Biura Politycznego Komunistycznej Partii Chin. Podczas swojego pobytu w Guangdong, trwającego do 2017 roku, Hu wszczął kampanie antykorupcyjne i zyskał reputację skromnego przywódcy. Hu został wicepremierem Chin w 2018 roku i piastował to stanowisko do 2023 roku. Opuścił Biuro Polityczne w 2022 roku, po XX Zjeździe Krajowym KPCh, choć zachował członkostwo w Komitecie Centralnym KPCh. W marcu 2023 roku został wiceprzewodniczącym Chińskiej Ludowej Politycznej Konferencji Konsultatywnej. Hu jest powszechnie znany jako „prawowity następca Tuanpai” ze względu na podobieństwo jego kariery do kariery byłego sekretarza generalnego KPCh Hu Jintao i Li Keqianga.